# Melilli

Ubicació de Melilli dins de la província

Melilli (sicilià Miliddi) és un municipi italià, dins de la província de Siracusa. L'any 2007 tenia 12.857 habitants. Limita amb els municipis d'Augusta, Carlentini, Priolo Gargallo, Siracusa i Sortino.

## Administració
| Període | Identitat         | Partit      |
| ------- | ----------------- | ----------- |
| 2007-   | Giuseppe Sorbello | Centredreta |

## Galeria d'imatges

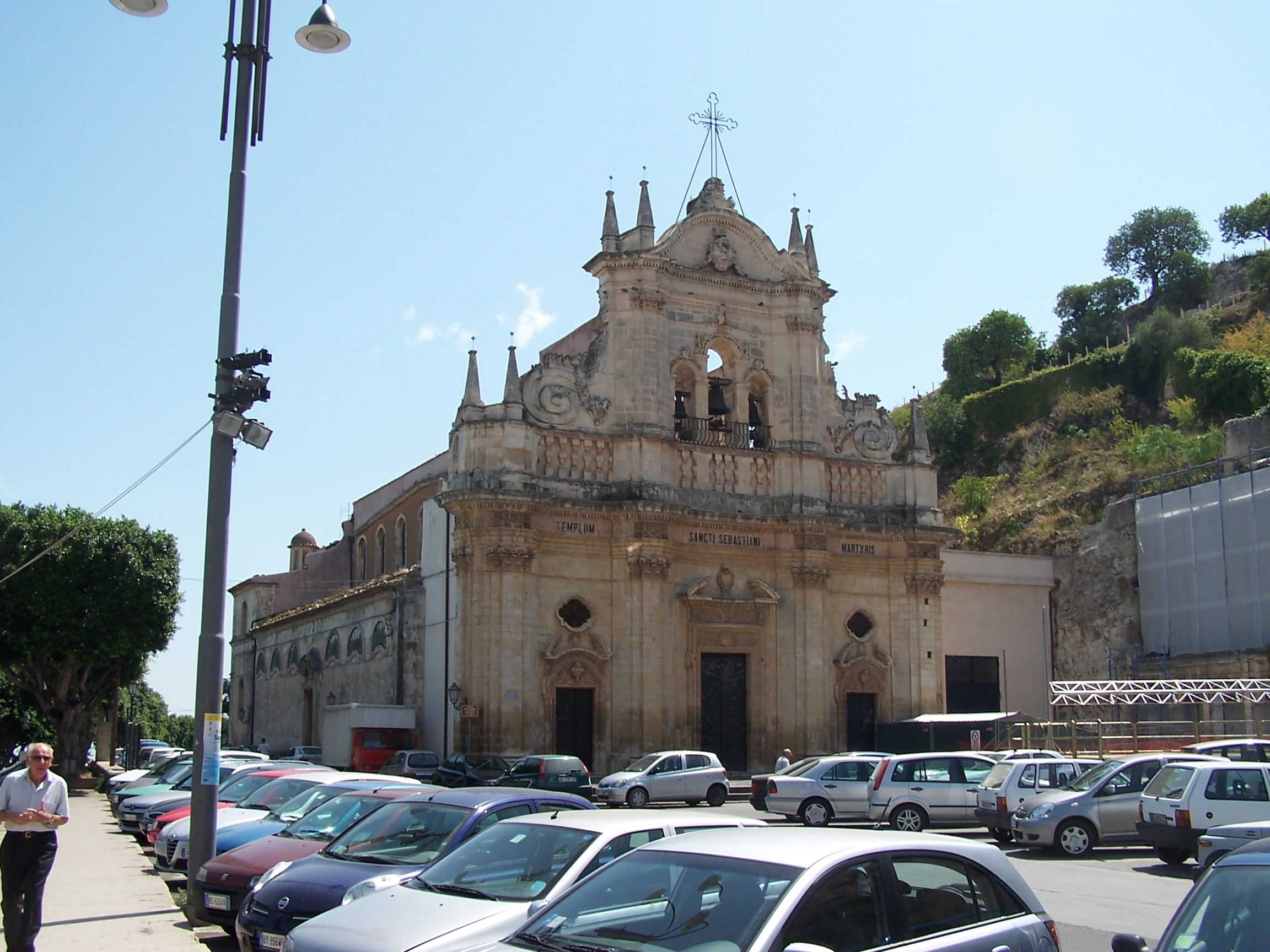
Església de San Sebastiano
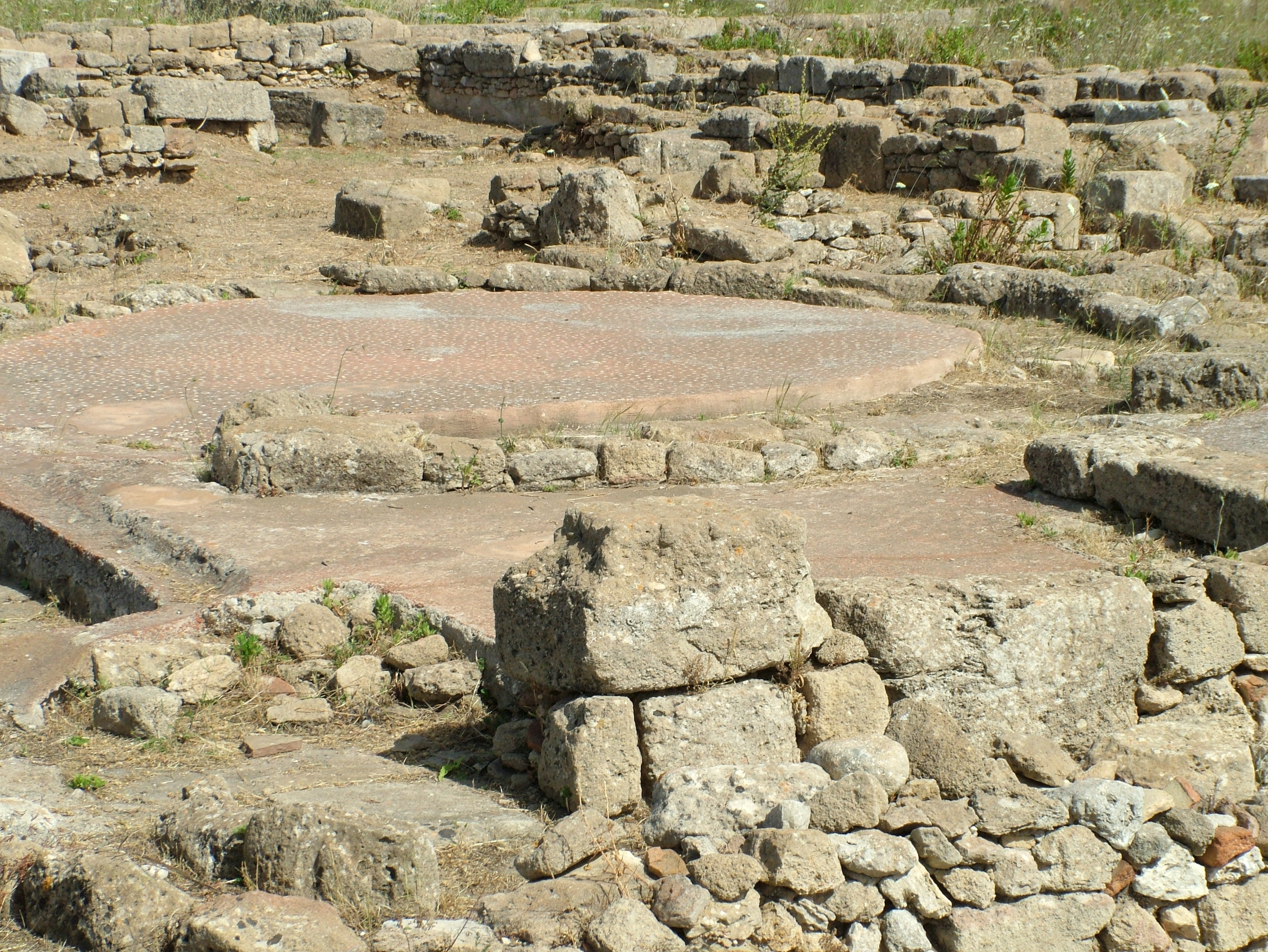
Mègara Hiblea
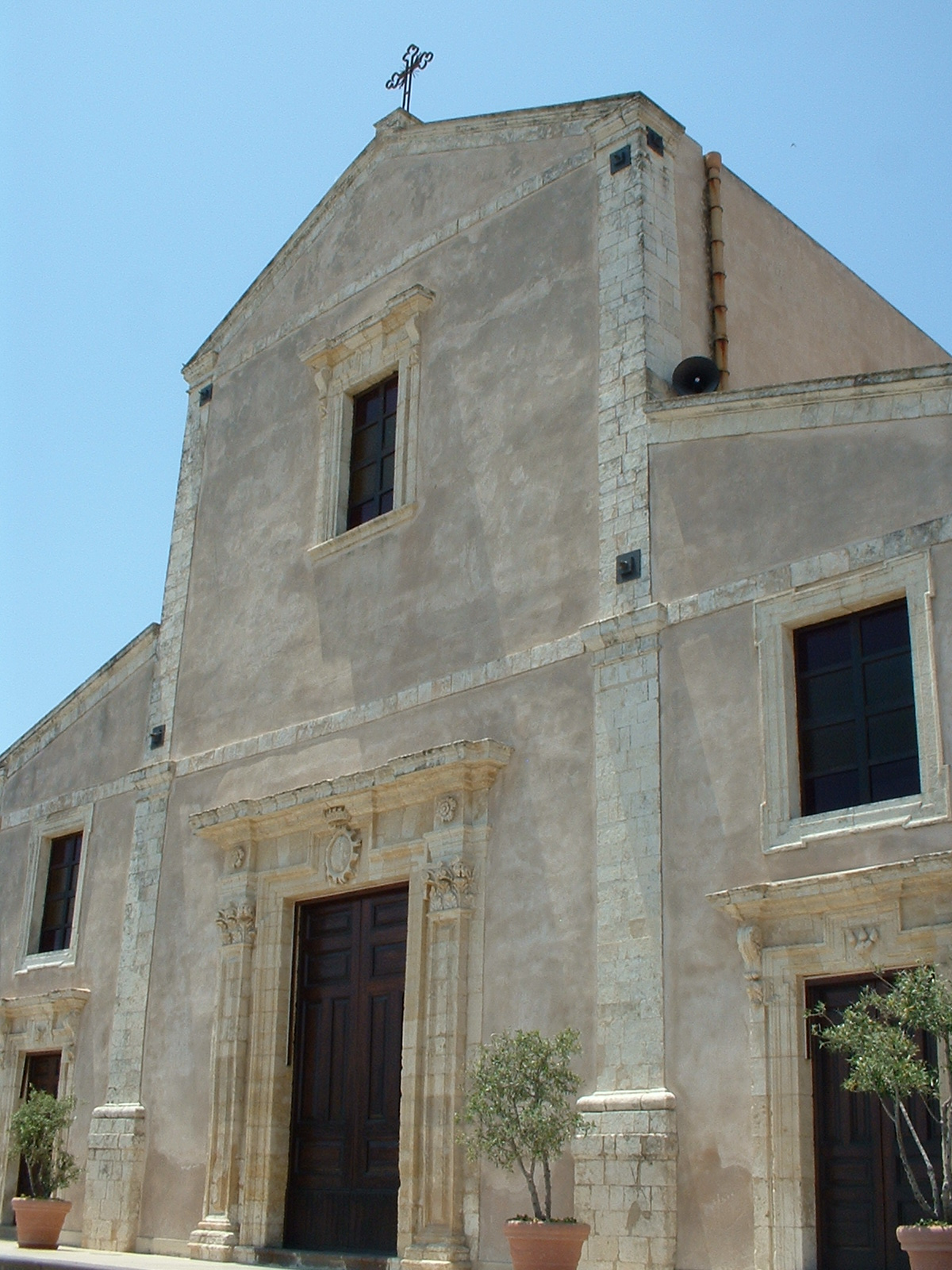
Església Mare